# Pius II
Pius II, ursprungligen Enea Silvio Piccolomini, född den 18 oktober 1405 i Corsignano nära Siena, död 14 augusti 1464 i Ancona, var påve från den 19 augusti 1458 till sin död sex år senare. Han var humanistiskt sinnad och skrev flera böcker på latin innan han tillträdde Heliga stolen.

## Biografi
Enea Silvio Piccolomini föddes 1405 som son till Silvio Piccolomini, patricier av Siena, och dennes hustru Vittoria Forteguerri. Hans syster Laudomia blev mor till Pius III. Fastän han var adlig fick han i unga år hjälpa sin far med jordbruket på släktegendomen i Corsignano; orten har senare fått rangen av stad och blivit biskopssäte med namnet Pienza (Pius). När han var arton år gammal, påbörjade han sina studier vid universitetet i Siena, drogs till klosterlivet efter att ha hört Bernardinus av Siena predika men avråddes av sina vänner från att bli munk, och begav sig till Florens dit hans drogs av Filelfos berömmelse för att studera poesi i två år. Därefter kallade hans familj honom till Siena för att studera rättsvetenskap, men så träffade han kardinal Domenico Capranica som var på väg till Baselkonciliet och erbjöd honom en tjänst som sekreterare. Han deltog därför vid konciliet i oppositionen mot påve Eugenius IV.
Piccolomini hade därefter tjänst hos flera biskopar, deltog i kardinal Albergatis beskickning till kongressen i Arras 1435, där fredsavtalen mellan Burgund och Frankrike diskuterades, och deltog i en hemlig mission till Skottland då han ådrog sig en gikt han led av resten av sitt liv. Efter Skottland begav sig Piccolomini återigen till konciliet i Basel, där han uppmärksammades för sin humanistiska lärdom och retoriska begåvning. Under denna tid levde Piccolomini ett utsvävande liv, och hade två barn utom äktenskapet, ett i Skottland och ett i Strasbourg. Han var dock ännu inte prästvigd, och när han erbjöds att bli diakon avböjde han, fastän han var en av de elektorer som skulle utse en efterföljare till Eugenius, som orätt blivit avsatt. Istället blev han motpåven Felix V:s sekreterare, men lämnade snart tjänsten för att bli krönt till hovpoet av kejsar Fredrik III.
År 1442 flyttade han till Wien, och tre år senare försonades han med påven. Han prästvigdes den 4 mars 1447, vigdes samma år till biskop av Trieste, deltog året därpå i slutförhandlingarna om Wienkonkordatet, och blev 1450 biskop av Siena. Samtidigt var han dock i tjänst hos kejsar Fredrik. Den 17 december 1456 upphöjde påve Calixtus III Piccolomini till kardinal med Santa Sabina som titelkyrka, och han blev följande år biskop i Warmia i Polen. Han valdes till Calixtus efterträdare den 19 augusti 1458, och installerades i sitt ämbete den 3 september. Pius II var då 52 år gammal.
Efter Konstantinopels fall år 1453, som väckte bestörtning bland de kristna, önskade han ett korståg mot turkarna. Väl insatt i det påvliga ämbetet 1458, samlade han ett stort antal världsliga furstar omkring sig i en kongress i Mantua 1459 för att mana dem till strid mot turkarna. Fastän ett tre års krig utlystes, lyckades dock inte Pius förmå de europeiska makterna att ställa upp med manskap i striden, och det stod klart att kyrkan förlorat hade sin respekt hos makthavarna.
Pius II:s eftermäle har varierat kraftigt. Han har hyllats för sin litterära talang, men kritiserats för sin världslighet. Han var den som helgonförklarade Katarina av Siena. Hans Commentarii rerum memorabilium quae temporibus suis contigerunt är den enda självbiografi som en påve skrivit, och har därtill författat flera verk, bland annat ett historieverk över Böhmen, etnografiska och geografiska skildringar av Asien och Europa, och en biografi över Fredrik III. Som skönlitterär författare framträdde han med komedin Chrysis och novellen Lucretia och Euryalus.
Pius II begravdes inledningsvis i Peterskyrkan, men hans stoft överfördes senare till basilikan Sant'Andrea della Valle.